# Reprezentacja Mołdawii w piłce wodnej kobiet
Reprezentacja Mołdawii w piłce wodnej kobiet – zespół, biorący udział w imieniu Mołdawii w meczach i sportowych imprezach międzynarodowych w piłce wodnej, powoływany przez selekcjonera, w którym mogą występować wyłącznie zawodnicy posiadający obywatelstwo mołdawskie. Za jej funkcjonowanie odpowiedzialny jest Mołdawski Związek Pływacki (FISN), który jest członkiem Międzynarodowej Federacji Pływackiej.